# Ultra (Italië)
Ultra is een historisch merk van inbouwmotoren.
De bedrijfsnaam was: Officina Meccanica di Precisione Giovanni Somaschini, Stabilimento e Amministrazione, Trescore Balneario (Bergamo)
De Italiaanse tandwielfabriek van Giovanni Somaschini ontwikkelde in 1953 een 48cc-viertakt hulpmotortje met drie versnellingen. Het was een kopklepmotor met een Weber 14 MFS carburateur. De motor werd geadverteerd als inbouwmotor voor motorfietsen, maar ook voor scooters.
- Er is nog een merk met de naam Ultra, zie Ultra (Mira Loma).